# Allium polyanthum
Ail à fleurs nombreuses, Ail à nombreuses fleurs, Poireau des vignes
Espèce
Classification APG III (2009)
L’Ail à fleurs nombreuses ou Ail à nombreuses fleurs (Allium polyanthum Schult. & Schult.f., 1830) est une espèce de plantes herbacées vivaces de la famille des Liliaceae dont on consomme les feuilles (pseudo-tiges), en légumes. Il est également appelé baragane, pouragane, poireau des vignes, poireau sauvage.

## Description

### Caractères généraux et habitat

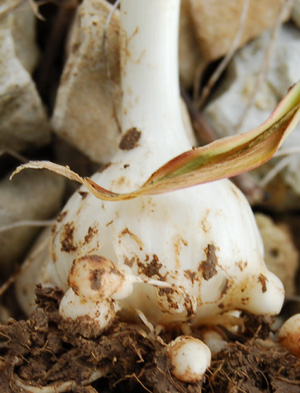
Détail du bulbe et de ses bulbilles.

Le poireau de vigne est une plante herbacée et vivace. Il ressemble énormément par l'aspect et l'odeur à un poireau cultivé. Il est cependant plus frêle. Son odeur, après cuisson, est très différente, beaucoup plus douce et sucrée, entre l'asperge et le poireau nouveau. Il peut être parfois un peu amer.
Il peut faire de 40 à 80 cm de haut, quand la hampe florale est développée.
Comme son nom l'indique, la plante se plaît dans les vignobles calcaires. Mais on peut aussi en trouver communément dans les prés et les jardins de régions viticoles. Elle est alors généralement au pied des arbres.
Ce poireau fleurit entre juin et juillet. Cependant, il est assez rare d'en voir fleurir dans les vignes en ces saisons. Les viticulteurs entretiennent leurs vignes, et coupent ou désherbent les poireaux.

### Racine et tige
- Cet Allium a bien sûr un bulbe. Celui-ci est double. Il est entouré de nombreux bulbilles blancs, ce qui constitue un élément caractéristique de l'espèce.
- Il n'y a qu'une tige, cylindrique, par individu. Elle est dressée et assez épaisse. Il y a des feuilles dans le tiers inférieur. Il ne faut pas confondre la pseudo-tige visible à la fin de l'hiver, avec la tige qui croît secondairement.

### Les feuilles
- Les feuilles sont alternes. Elles engainent la tige par leur base.
- Elles sont très allongées, à bords parallèles.
- Elles ressemblent à celles du poireau commun, planes et entières, d'un vert un peu bleuté.

### L'inflorescence
- Les fleurs sont assez petites avec 6 tépales blancs à rosés, groupées au sommet de la tige en une ombelle globuleuse.

### Le fruit
- Le fruit est une capsule.

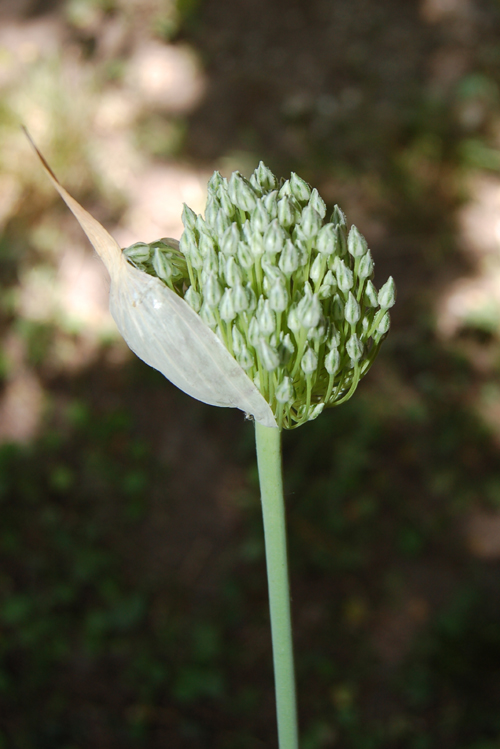
Jeune inflorescence juste sortie du voile de protection.
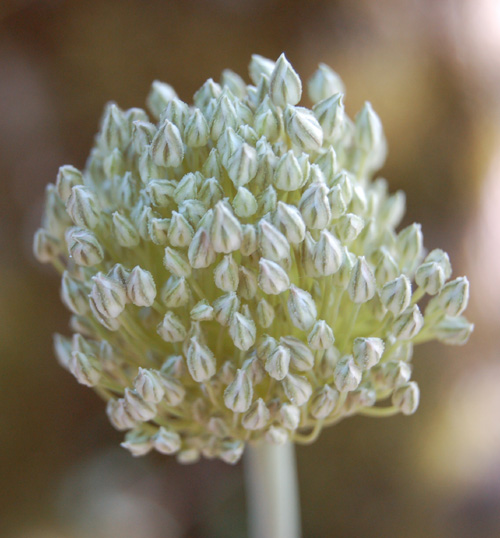
Jeune inflorescence dont le voile s'est détaché.
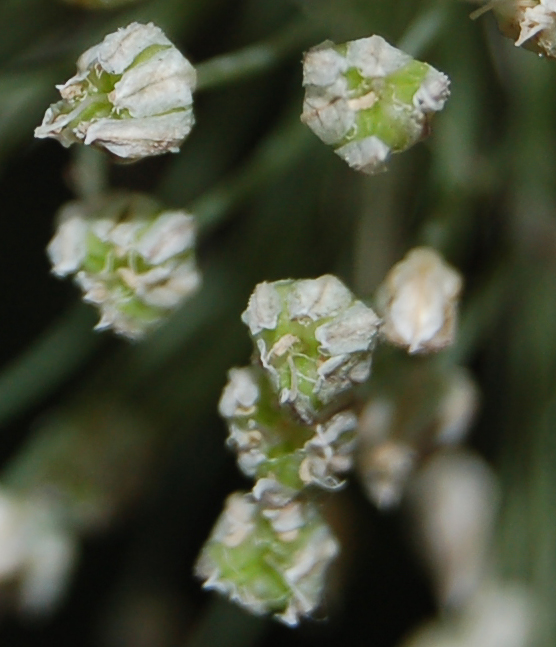
Détail de fleurs commençant à fructifier. La capsule est déjà repérable.

## Utilisation par l’Homme

### Utilisation culinaire
La plante ressemble étonnamment à un poireau cultivé et se consomme de même manière.
Elle est parfois surnommée l'asperge du pauvre.
Elle se cueille à la fin de l'hiver, avant que la hampe florale ne se développe et surtout avant qu'elle ne fleurisse.
- Crue, elle est très piquante. On ne peut en consommer qu'en petite quantité.
- C'est principalement cuite, en légume ou en soupe, que la plante est utilisée. La base blanche est très tendre et est traditionnellement mangée cuite, tiède à la vinaigrette, avec un œuf dur. Le goût est plutôt sucré et fruité. Les feuilles vertes plus coriaces.
- Les bulbilles pourraient également être utilisés, mais ils sont très petits. Ils se détachent avec la terre lors du nettoyage. On peut les conserver au vinaigre.
- Les graines cuites dans du vinaigre rouge et salées sont un aromate pour des salades.

### Propriétés médicinales
- Le poireau des vignes est stimulant et diurétique.
- L'ensemble de la plante renferme un hétéroside sulfuré libérant par hydrolyse une huile essentielle très piquante.

## Nomenclature

### Synonyme
Il fut aussi appelé Allium multiflorum DC.

### Étymologie

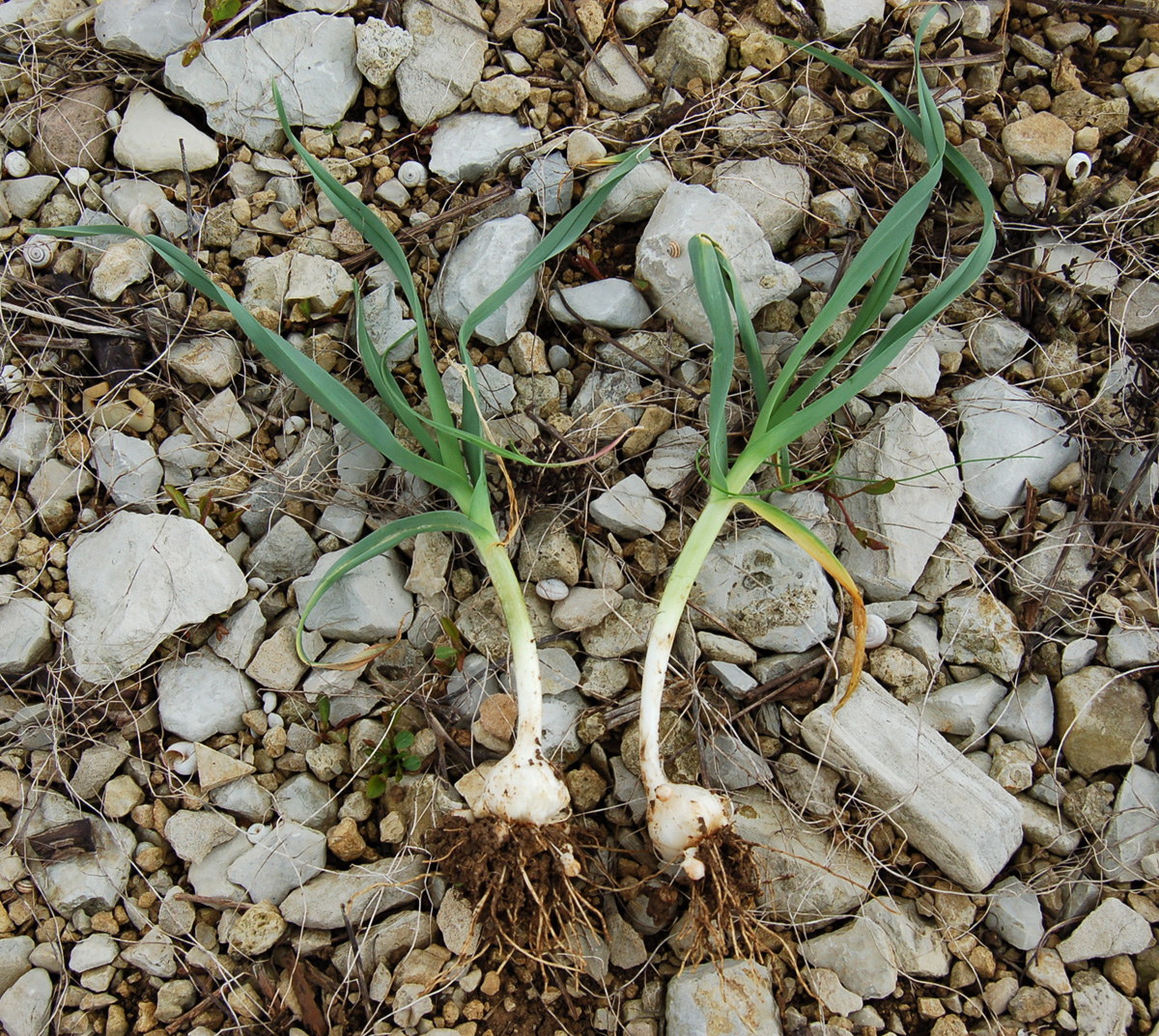
Deux plants de poireaux de vigne fraîchement déterrés.

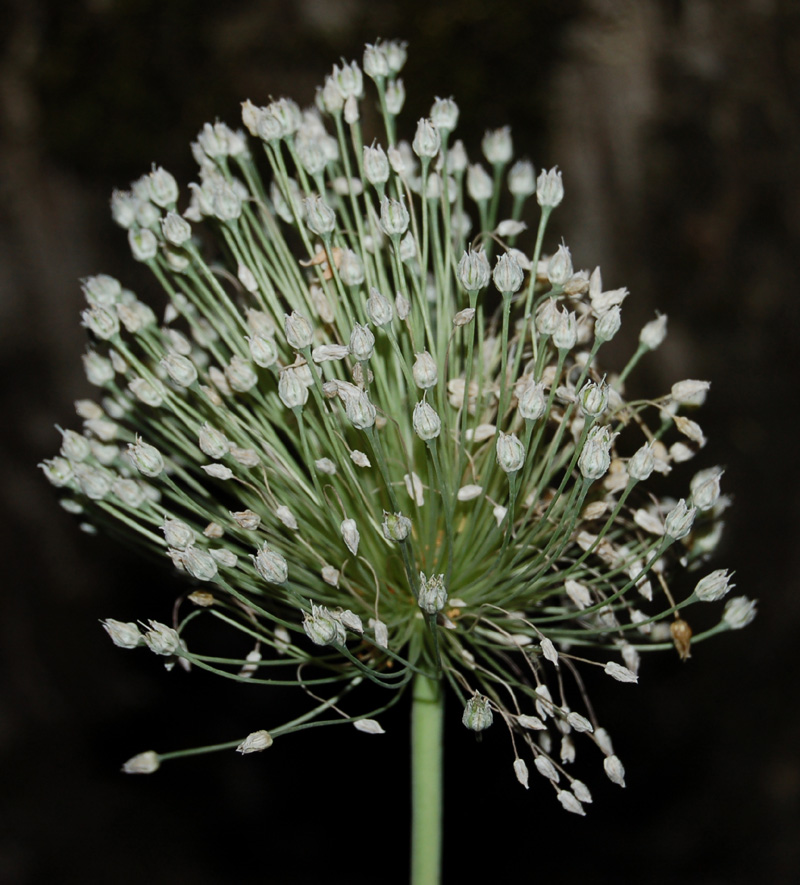
Inflorescence commençant à fructifier.

- L'épithète polyanthum dérive du grec polys (plusieurs), et anthos (fleurs). Comme beaucoup d'Allium, son inflorescence est fournie.
- L'épithète multiflorum est de fait un synonyme parfait, multiflorum signifiant également « plusieurs fleurs », en latin classique.

## Référence
- (fr) Tela Botanica (France métro) : Allium polyanthum